# 535 (tal)
535 är det naturliga heltal som följer 534 och följs av 536.

## Matematiska egenskaper
- 535 är ett udda tal.
- 535 är ett semiprimtal[1].
- 535 är ett sammansatt tal.
- 535 är ett palindromtal i det decimala talsystemet.
- 535 är ett polygontal.
- 535 är ett lyckotal.

## Inom vetenskapen
- 535 Montague, en asteroid.